# Цахарие фон Лингенталь, Карл Эдуард
Карл-Эдуард Цахарие фон Лингенталь (1812—1894) — известный исследователь греко-византийского права, сын Карла-Соломона Цахарие.

## Биография
Карл Эдуард Цахарие фон Лингенталь вынес из школы в Мейсене любовь ко всему греческому, заставившую его ещё на студенческой скамье заняться критикой юстинианова права. Савиньи и Бинер направили его на изучение греческих рукописей, для знакомства с которыми он посетил Копенгаген, Петербург, Брюссель, Оксфорд, Дублин, Лондон, Эдинбург и Кембридж, позднее в Вену, Венецию, Флоренцию, Афины, Константинополь и т. д.
В 1842 году Цахарие фон Лингенталь занял кафедру в Гейдельбергском университете, где читал энциклопедию права, институции и историю римского права, историю греко-римского права и т. д., но в 1845 г. оставил профессуру. В эпоху реакции (1850—1860 гг.) принимал горячее участие в политической деятельности в Пруссии, как ревностный сторонник реакционно-клерикальной партии Шталя.
Задачи научных работ Цахарие:
1. установить существующие византийские источники в библиотеках Востока и Запада;
2. дать новые, основанные на данных новейшей филологической критики, издания уже известных источников;
3. написать ни литературно, ни по существу почти совершенно не обработанную историю византийского права и
4. достигнутые результаты применить к критике юстинианова права.

Для исполнения этой задачи им было опубликовано до 76 крупных и мелких исследований и до 60 заметок и рецензий, независимо от 15 экономических исследований и ряда политических памфлетов. Наука византийского права была поставлена им на новый путь, доведенный до самой цели — изложения внутренней истории византийского права, появившейся в первом издании в 1856 г. под заглавием: «Innere Geschichte des griechisch-römischen Rechts» (переработано в 3-м изд. 1892 г. под заглавием «Geschichte des griechisch-römischen Rechts»).